# Ștefan Vodă (Călărași)
Pour les articles homonymes, voir Ștefan Vodă.
Ștefan Vodă est une commune du județ de Călărași en Roumanie.